# Campeonato Europeo de Patinaje Artístico sobre Hielo de 1898
El V Campeonato Europeo de Patinaje Artístico sobre Hielo se realizó en Trondheim (Noruega) en enero de 1898. Fue organizado por la Unión Internacional de Patinaje sobre Hielo (ISU) y la Federación Noruega de Patinaje sobre Hielo.

## Resultados

### Masculino
| Puesto | Nombre         | País    |
| ------ | -------------- | ------- |
| Oro    | Ulrich Salchow | Suecia  |
| Plata  | Johan Lefstad  | Noruega |
| Bronce | Oscar Holthe   | Noruega |

## Medallero
| Núm. | País    | Oro | Plata | Bronce | Total |
| ---- | ------- | --- | ----- | ------ | ----- |
| 1    | Suecia  | 1   | 0     | 0      | 1     |
| 2    | Noruega | 0   | 1     | 1      | 2     |
|      | TOTAL   | 1   | 1     | 1      | 3     |